# Макдевитт, Рут
Рут Макдевитт (англ. Ruth McDevitt; 13 сентября 1895[…], Колдуотер, Мичиган — 27 мая 1976[…], Голливуд, Калифорния) — американская актриса.

## Биография
Рут Тейн Шокрафт (англ. Ruth Thane Shoecraft) родилась 13 сентября 1895 года в Коулдуотере (штат Мичиган), но детство своё провела в Огайо, где её отец был шерифом одного из округов. Она обучалась актёрскому мастерству в Американской академии драматического искусства. В 1928 году вышла замуж за Патрика Джона Макдевитта и полностью посвятила себя семейной жизни.
Она решила вновь заняться актёрской карьерой лишь после смерти мужа в 1934 году. В конце 1930-х и в 1940-х годов она стала активно участвовать в бродвейских постановках и радиопередачах, где ей доставались как комедийные, так и драматические роли.
Её талант эксцентричной комедиантки открыл ей дверь на телевидение и в большое кино 1950—1960 годов. Но из-за небольших ролей ей проходилось довольствоваться званием актрисы «чье лицо помнят, но имя не знают». Своей игрой она украсила многие комедии того времени, среди которых «Ловушка для родителей» (1961), «Дантист на диком западе» (1968), «Ангел у меня в кармане» (1969) и «Мамэ» (1974).
Рут Макдевитт умерла 27 мая 1976 года в Голливуде в возрасте 80 лет. Была похоронена на Вествудском кладбище.

## Избранная фильмография
| Год       |   | Русское название            | Оригинальное название         | Роль                                |
| --------- | - | --------------------------- | ----------------------------- | ----------------------------------- |
| 1961      | ф | Ловушка для родителей       | The Parent Trap               | мисс Инч                            |
| 1963      | ф | Птицы                       | The Birds                     | миссис Макгрудер                    |
| 1963—1964 | с | Альфред Хичкок представляет | The Alfred Hitchcock Hour     | мисс Эмми Райт / миссис Фистер      |
| 1967—1970 | с | Моя жена меня приворожила   | Bewitched                     | разные персонажи                    |
| 1970      | с | Эта девушка                 | That Girl                     | тётя Белль                          |
| 1970—1974 | с | Доктор Маркус Уэлби         | Marcus Welby, M.D.            | миссис Дейвис / миссис Эмили Прайор |
| 1972      | ф | Война полов                 | The War between Men and Women | пожилая женщина                     |
| 1973—1975 | с | Все в семье                 | All in the Family             | Джозефин «Джо» Нельсон              |
| 1973—1975 | с | Улицы Сан-Франциско         | The Streets of San Francisco  | мисс Мамфорд / Мод                  |
| 1974      | с | Коджак                      | Kojak                         | миссис Фейренкруг                   |
| 1974      | с | Маленький домик в прериях   | Little House on the Prairie   | Мэдди Элдер                         |
| 1974      | с | Дымок из ствола             | Gunsmoke                      | бабушка Боггс                       |